# Me’ir Nimni
Me’ir Nimni (hebr. ‏מאיר נמני‎; ur. 29 września 1948, zm. 25 czerwca 2017) – izraelski piłkarz grający na pozycji pomocnika.

## Życiorys
Wychowanek Maccabi Tel Awiw. Występował w nim w latach 1968–1981. W sezonie 1981/1982 był zawodnikiem Beitaru Tel Awiw. W latach 1974–1977 był również reprezentantem kraju. W 1976 roku wraz z reprezentacją wystąpił na igrzyskach olimpijskich w Montrealu. W 1982 roku zakończył karierę zawodniczą.